# مرکز الزهرا (فرانسه)
مرکز الزهرا در فرانسه مرکزی است که در سال ۲۰۰۹ بنیانگذاری شده‌است و یکی از مراکز اصلی شیعی مرتبط با جمهوری اسلامی ایران در اروپا محسوب می‌شود. این مرکز که در شهر گراند سنت واقع در شمال فرانسه نزدیک شهر دانکرک قرار دارد، صبح روز سه‌شنبه دوم اکتبر ۲۰۱۸ در یک عملیات پیشگیرانه ضدتروریسم، مورد حمله نیروهای پلیس فرانسه قرار گرفت. در عملیات علیه این مرکز و ۱۱ مرکز مشکوک دیگر تعدادی دستگیر شدند که بازداشت ۳ نفر به اتهام حمل غیرقانونی اسلحه است.
مرکز الزهرا، از چندین انجمن تشکیل شده‌است. یک اطلاعیه رسمی دولت فرانسه، رهبران این مرکز را متهم کرد که از سازمانهای مختلف تروریستی حمایت کرده‌اند و از نهضت‌هایی حمایت می‌کنند که مغایر ارزشهای جمهوری فرانسه می‌باشند.

## تأسیس و ساختار
مرکز الزهرا در ۲۰۰۹ بنیانگذاری شده‌است و از چندین انجمن تحت عناوین «حزب ضدصهیونیستی»، «بنیاد شیعه فرانسه» و «فرانس ماریان تله» تشکیل شده‌است.
رهبری گروه مرکز الزهرا را یحیی قواسمی برعهده دارد که دارای ارتباط با جمهوری اسلامی ایران است. چند سال پیش، خبرگزاری فارس در ایران در گزارشی از او با عنوان «رهبر حزب ضد صهیونیستی» در فرانسه نام برده بود.
براساس گزارشهای منتشرشده قواسمی اوایل سال ۱۳۹۷ خورشیدی در سفر به ایران از کتابخانه مجلس بازدید کرد که خبر این بازدید در بولتن کتابخانه مجلس شورای اسلامی در اردیبهشت ماه منتشر شد در این بولتن نوشته شده‌است: «مرکز الزهرا مؤسسه‌ای فرهنگی ـ اسلامی است که به صورت تخصصی در حوزه اسلام‌شناسی با محوریت تشیع در اروپا فعالیت می‌کند و مقرّ مؤسسه در فرانسه است.»
قواسمی همچنین در ۲۰۰۹ ضمن سفرش به تهران با رئیس‌جمهور وقت احمدی‌نژاد نیز دیدار داشته‌است.
همچنین جمال طاهری که از رهبران این مرکز به‌شمار می‌آید توسط دبیرکل شبه‌نظامیان حزب‌الله حسن نصراله عمامه گذاری شده و اجازه کار گرفته‌است.

## فعالیت‌ها
مرکز الزهرا در فرانسه، در زمینه‌های مختلف مثل برگزاری میزگردها به مناسبت‌های مختلف و انتشار کتاب، فعال است. تدارک سفر نیز از دیگر فعالیت‌های این مرکز است.
براساس گزارش شهرداری گراند سنت، علی‌رغم اینکه این مرکز دارای منابع مالی و داشتن مغازه‌هایی در مرکز شهر گراند سنت است، ولی در هیچ‌یک از اقدامات حمایتی نسبت به پناهجویان شرکت ندارد.

## حمله پلیس فرانسه
ساعت ۴:۰۰ بامداد صبح روز سه شنبه دوم اکتبر ۲۰۱۸ به وقت محلی، در یک عملیات ضدتروریسم، نیروهای پلیس فرانسه با یک حکم قضایی به مرکز الزهرا در شهر گراند سنت در شمال فرانسه حمله کردند. همزمان با این عملیات که دویست نیروی پلیس فرانسه شرکت داشتند، بازرسی از ۱۲ مرکز و منجمله خانه رهبران اصلی این مرکز انجام شد که طی آن ۱۱ تن به ظن همکاری با تروریسم دستگیر شدند. اتهام سه نفر از دستگیرشدگان حمل غیرقانونی اسلحه است.

## اقدام وزارتخانه‌های فرانسه
بدنبال این عملیات، وزارت کشور و وزارت دارایی فرانسه دارایی‌های این مرکز در فرانسه را مصادره و حساب‌های مالی آن را مسدود کردند. این احکام وزارتخانه‌های فرانسه همزمان با صدور حکم انسداد دارایی‌های وزارت اطلاعات ایران در فرانسه، و دو ایرانی بود. این حرکت فرانسه در واکنش به یک توطئه بمبگذاری در ماه ژوئن ۲۰۱۸ در فرانسه بوده‌است که گردهمایی اپوزیسیون ایرانی شورای ملی مقاومت ایران مستقر در پاریس را هدف قرار داده بود.
بیانیه وزارت خارجه فرانسه گفت: این یک اقدام «پیشگیرانه، هدفدار و متناسب» بوده و فرانسه مصمم به مبارزه علیه تروریسم خصوصاً در خاک فرانسه می‌باشد.
وزارتخانه‌های خارجه و کشور و اقتصاد فرانسه طی بیانیه ای گفتند که: «تلاش صورت گرفته برای حمله به اجلاس اپوزیسیون ایران در ویلپنت در ۳۰ ژوئن خنثی شد. واقعه ای به این سنگینی علیه قلمرو ملی ما نمی‌تواند بدون مجازات بماند.»